# Pavetta eritreensis
Pavetta eritreensis är en måreväxtart som beskrevs av Cornelis Eliza Bertus Bremekamp. Pavetta eritreensis ingår i släktet Pavetta och familjen måreväxter.
Artens utbredningsområde är Eritrea. Inga underarter finns listade i Catalogue of Life.